# 糸 (映画)
『糸』（いと）は、2020年8月21日に公開された日本映画。監督は瀬々敬久、主演は菅田将暉と小松菜奈。
平成元年に生を受けた2人の男女が出逢いと別れを繰り返し、平成の終わりに再び出逢うまでの18年間の軌跡を「生活者の視点から見た平成史の変遷」と共に描く。中島みゆきの曲「糸」を原案としている。
当初は4月24日に公開予定だったが、新型コロナウイルス感染拡大の影響で、8月21日に公開が延期。公開初日の8月21日に舞台挨拶が東京・TOHOシネマズ六本木ヒルズで開催され、全国111の劇場に生中継された。なお、正式公開より9日前の8月12日に特別先行上映が実施されている。公開から1か月半後の10月12日には大感謝舞台挨拶が実施された。

## 製作
平野隆が中島みゆきの曲である「糸」に着想を得、原案・企画プロデュースを担当。平野はこの映画を企画するにあたり、「お客様が映画を鑑賞する前だけでなく、鑑賞した後も幸せな気持ちになれる映画を作りたいと思った」と語っている。そして、自身の曲が映像化されることについて、中島は「様々な方がこの曲を唄うのを耳にするたびに様々な色に彩られることに驚きを感じている。今回の映像化により新たな『糸』の姿が見られることを心待ちにしている」とコメントしている。なお、撮影は2019年7月から9月および12月にかけて関東地方近郊、北海道、沖縄県、シンガポールで行われた。

## あらすじ
高橋漣と園田葵は、13歳の時に北海道・美瑛の花火大会で出会い、初めての恋をする。二人とも平成元年生まれである。漣は、葵がお弁当を作って来てくれたサッカーの試合の日に「葵ちゃんが好きだ」と帰り道で初めて告白し、翌日美瑛の丘で待ち合わせの約束をする。
しかし、次の日、葵は美瑛の丘には現れなかった。一家で夜逃げ同然で行方をくらませてしまったのだ。葵の友達の後藤弓から札幌にいることを知り、探し出した葵は、母親の恋人から虐待を受け続けており、殴られた跡を隠すために眼帯をしていた。
事情を知った漣は葵を守るために逃避行を決行し、列車で函館の近くまで行く。しかし、無人のキャンプ場のロッジで一晩過ごしただけで、翌朝にはあっけなく警察に発見され、二人は引き離されてしまう。その後、葵は母親に連れられ東京に引っ越ししてしまって、蓮とは会えないままになっていた。
それから8年後、漣は友人の竹原直樹と弓の結婚式に出席するために上京し葵と再会する。弓が渋谷で偶然に大学生になった葵と会って式に招待していたのだ。ずっと想っていた葵と会ったのに、漣はお互いの近況とか、たわいもない話しかできなかった。
会場を去ろうとする葵を漣が追いかけるが、葵は「漣くんに会えてよかった」とだけ言って、交際中のファンドマネージャーの水島大介の高級車の助手席に乗り込んだ。それを見て、漣は再会にひそかな期待をした自分に失望し北海道に戻っていく。
美瑛のチーズ工房で働く漣は、東京から帰った後、どこか沈んだ気持ちを同じ職場の先輩の桐野香に勘づかれてたことがきっかけになって、付き合い始め、やがて同棲することになる。
漣は香と一緒に暮らすための手続きで、美瑛の町役場に行き、そこで偶然に葵と再会する。葵は、母親の生活保護の通知を受けて、美瑛に帰ってきたが、消息がつかめず役場に来ていた。親戚はいないか漣に聞かれて、葵は函館に伯父が住んでいるということを思い出す。そして漣と一緒に行った函館の伯父の所で、母親が亡くなっていたことを知る。
葵は東京では、生活費や学費のためにキャバクラで働いており、高木玲子と出会い友人となる。水島ともこの店で出会い、学費や生活の面倒を見てもらっていたが、リーマンショックの影響で水島の事業は破綻し、沖縄に逃げてしまう。葵は水島を追いかけて沖縄までやって来て、「今度は私があなたの面倒を見る」と水島に言う。しかし、水島は突然、葵の前から消える。
もう沖縄にいる意味もなくなり、他に居場所もなくなった葵は玲子から誘われ、シンガポールに行き、ネイルサロンで働き始める。しかし、玲子がお客と揉めて殴られる事件が起こり、店の経営者は玲子を解雇する。
葵は、玲子をかばう形で店を辞め、ネイリストの派遣会社を起業し、玲子と共同経営者になる。「AOI & REI」と名付けた会社は順調に成長していたが、玲子が会社の金を不動産に投資して騙され、銀行から勝手に多額の借金までしてしまい、葵は万策尽きて会社を清算し、日本に帰ることになる。
一方、漣は香から妊娠を告げられるが、その後まもなく腫瘍が見つかったことも告げられる。周囲は子供を諦めることを勧めるが、香は出産を優先し、腫瘍の治療は出産後と決めてしまう。そして生まれた長女は結と名付けられる。
それから3年、香のガンは再発しなかった。結も3歳まで順調に成長して、家族で幸せに暮らしていた。香は結に「泣いている人や悲しんでる人がいたら、抱きしめてあげられる人になってね」と言い聞かせる。しかし、それからまもなくガンが再発し、香は帰らぬ人となる。
その後、漣の作ったフロマージュ・フレが東京のミシュラン三つ星のレストランのシェフに認められていた。漣は8年間も応募し続けた「チーズ国際コンクール」ではなく、失敗作と思われたチーズが世界に認められるなんて自分らしいとしみじみ思っていた。
そして、平成も最後の日。日本に帰ってきていた葵は、村田節子の家に向かっていた。子供の頃の葵がご飯を食べさせてもらっていた節子の「子ども食堂」の記事をスマホで見つけて、二度と訪れるつもりのなかった美瑛に来ている。
節子が食卓に並べた食事を葵が口にしたとたん「このご飯が一番美味しい」と節子に言い、肯く節子から「お帰り」と優しい口調で言われて、葵は涙があふれ出した。泣いている葵の背中を結がそっと抱きしめた。「泣いている人がいたら抱きしめてあげなさい」って、いつもお母さんに言われてたからと話しかける結に葵が「いいお母さんだね」と涙をぬぐいながら答える。
やがて、帰ってきた漣に結がさっきの女性の話をすると、漣は、その女性が葵であることに気付いて「子ども食堂」の方へ駆け出そうとするが、途中で立ち止まってしまう。その漣の背中に、香のしぐさのように、結がどんぐりを投げた。漣はその瞬間走りだす。どこか遠くから「行けよ、漣」という声が聞こえた気がした。

## キャスト
高橋漣（たかはし れん）
演 - 菅田将暉（中学時代：南出凌嘉）
北海道で生まれ育ち、チーズ工房で働く青年。
園田葵（そのだ あおい）
演 - 小松菜奈（中学時代：植原星空）
漣と運命的に出会いながらも、中学生の時に離れ離れになってしまう。
高木玲子
演 - 山本美月
葵の同僚で親友。
冴島亮太
演 - 高杉真宙
葵と玲子と一緒にシンガポールで事業を始める。
後藤弓
演 - 馬場ふみか（中学時代：住友沙来）
直樹の最初の妻。
村田節子
演 - 倍賞美津子
「子ども食堂」の女主人。
桐野昭三
演 - 永島敏行
香の父。
矢野清
演 - 竹原ピストル
葵の伯父。
山田利子
演 - 二階堂ふみ（友情出演）
直樹の2番目の妻。
富田幸太郎
演 - 松重豊
漣のチーズ作りの師匠。
桐野春子
演 - 田中美佐子
香の母。
園田真由美
演 - 山口紗弥加
葵の母。
竹原直樹
演 - 成田凌（中学時代：池田優斗）
漣の幼なじみで親友。
水島大介
演 - 斎藤工
ファンドマネージャー。
桐野香→高橋香
演 - 榮倉奈々
漣が働くチーズ工房の先輩。
高橋結
演 - 稲垣来泉（幼少期：中野翠咲）
漣と香の娘。
佐々木
演 - 片寄涼太（GENERATIONS from EXILE TRIBE）（友情出演）
水島の部下。
ネイルサロンの店長
演 - 最上もが
その他
演 - 石崎ひゅーい、古舘伊知郎（声）、小倉一郎、吉岡睦雄、奥野瑛太、鈴木晋介、山上賢治、小笠原亘

## スタッフ
- Inspired by 中島みゆき「糸」
- 監督：瀬々敬久
- 脚本：林民夫
- 原案・企画プロデュース：平野隆
- 企画：森川真行
- 音楽：亀田誠治
- 主題歌：中島みゆき「糸」（ポニーキャニオン）
- 応援ソング（エンディングソング）：菅田将暉×石崎ひゅーい「糸」（Sony Music Labels）[19]
- プロデューサー：辻本珠子、下田淳行
- 共同プロデューサー：星野秀樹、大脇拓郎
- 音楽プロデューサー：溝口大悟
- ラインプロデューサー：及川義幸
- 撮影：斉藤幸一
- 照明：豊見山明長
- 美術：井上心平
- 装飾：遠藤善人
- 録音：高田伸也
- 編集：早野亮
- VFXスーパーバイザー：立石勝
- スクリプター：阿保知香子
- スタイリスト：纐纈春樹、立花文乃
- 音響効果：大河原将
- ヘアメイク：望月志穂美
- 助監督：稲葉博文
- 制作担当：馬渕敦史
- 方言指導：じっこ
- 画面制作：本田貴雄
- 医療監修：金沢芳樹、山本昌督
- 警察監修：石坂隆昌
- 投資監修：井上北斗、片山見
- サッカー監修：成田崇憲
- ダンス指導：中山あや香
- 制作経理：杉田優子
- 配給：東宝
- 制作プロダクション：ファインエンターテイメント、ツインズジャパン
- 製作幹事：TBSテレビ
- 製作：映画『糸』製作委員会（TBSテレビ、東宝、毎日放送、ジェイアール東日本企画、CBCテレビ、KDDI、ポニーキャニオン、ファインエンターテイメント、ツインズジャパン、RKB毎日放送、トップコート、毎日新聞社、ヤマハミュージックエンタテインメントホールディングス、北海道放送、LINE）

## 評価
キネマ旬報社が運営するKINENOTEの「キネ旬Review」では、ライターの須永貴子は「平成元年生まれの男女が紆余曲折を経て、令和に切り替わる瞬間に結ばれるというまるでSFのような筋書きを、ロケ地でメリハリを付けながら見せきる豪腕はプロの仕事。シンガポールの夜、カツ丼を食べながら泣きじゃくる小松菜奈だけでも観る価値がある」と表現し、映画プロデューサーの山田耕大は「お金をかけているようだが、なんとももったいない」とやや否定よりのコメントをし、映画評論家の吉田広明は「見終えてなぜ平成なのか、平成をどう捉えているのか全く見えてこない」「瀬々監督にはこのような映画で時間を無駄にしてほしくないと心から思う」と厳しい評価をつけた。

## 受賞
- 第44回日本アカデミー賞（2020年度）
  - 優秀主演男優賞（菅田将暉）
  - 優秀主演女優賞（小松菜奈）
  - 優秀音楽賞（亀田誠治）[21]
- 第30回日本映画プロフェッショナル大賞
  - 主演女優賞（小松菜奈）

## テレビ放送
| 回 | 放送日        | 放送時間（JST）    | 放送局  | 備考                                             | 出典          |
| -- | ------------- | ------------------ | ------- | ------------------------------------------------ | ------------- |
| 1  | 2022年3月29日 | 火曜 20:57 - 22:57 | TBS系列 | 地上波初放送。「TV特別版」として再編集して放送。 | [ 22 ] [ 23 ] |

## ノベライズ
- この作品の脚本家・林民夫が自ら書き下ろした小説『糸』が、映画の公開に先がけて2019年12月30日に発売された[24]。

## コミカライズ
- 林民夫（映画脚本） 海乃エル（漫画） 『糸』（漫画配信サイト「LINEマンガ」で2020年4月24日から連載開始 / 毎週火曜日更新）[25][26]

## 書誌情報
1. 糸（2019年12月30日、幻冬舎文庫、ISBN 978-4-344-42936-9）
2. 糸 映画ノベライズ版（2020年7月31日、小学館ジュニア文庫、ISBN 978-4-092-31334-7）